# Robe (chien)
Pour les articles homonymes, voir Robe.
La robe d'un chien domestique (Canis lupus familiaris) se réfère à la répartition de couleur des poils sur le corps de l'animal et à la pigmentation de sa truffe et de sa peau. Selon les races et les variations génétiques individuelles, les chiens peuvent avoir un pelage très varié.
La coloration du pelage résulte de la présence de pigments, les mélanines, qui existent sous deux formes : 
- l’eumélanine ou pigment sombre, noire ou marron (au sens de « marron sec »)
- la phaeomélanine ou pigment clair, fauve.

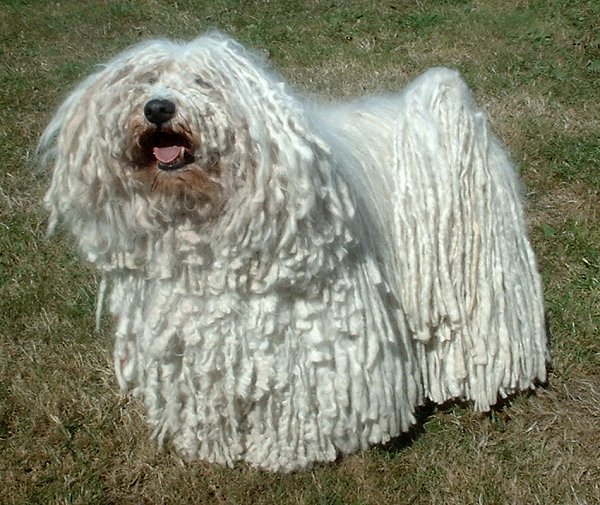
Les poils des pulis forment des cordes en croissant.

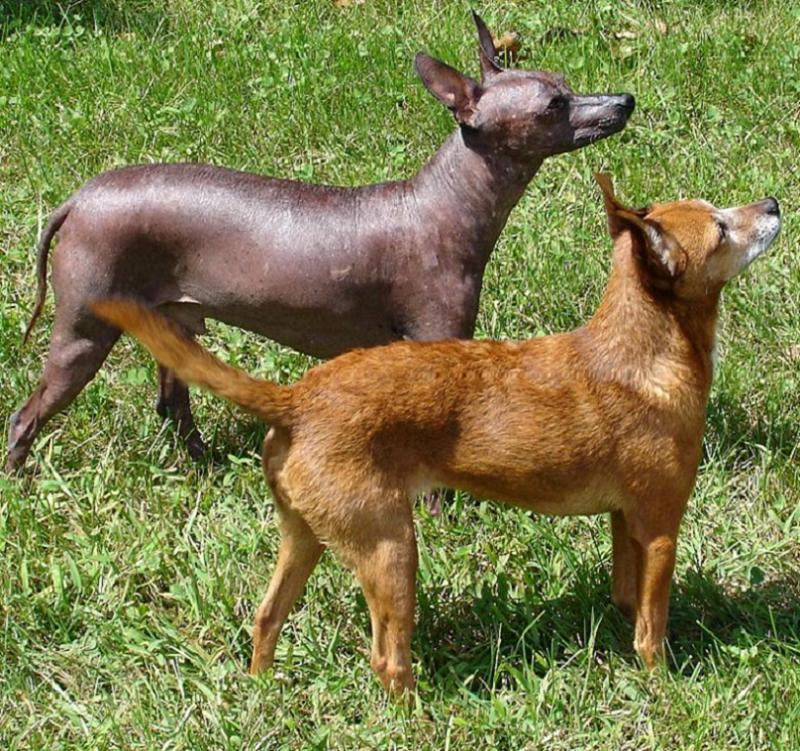
Chien nu mexicain avec et sans poils.

## Nomenclatures

### Nomenclature officielle
La nomenclature officielle est établie par la Fédération cynologique internationale. Les robes sont divisées en différentes catégories : les robes simples, les robes composées et les robes modifiées.

#### Robes simples
Les robes simples ne contiennent aucun ou qu'un seul pigment. Elles se composent des : 
- robes sombres : noire, marron, chocolat ; bleu ou beige quand le pigment est « dilué » ;
- robes claires : fauve, sable. Elles disposent de nuances très variées ;
- robes blanches : absence de pigment sombre[1].

Robes simples
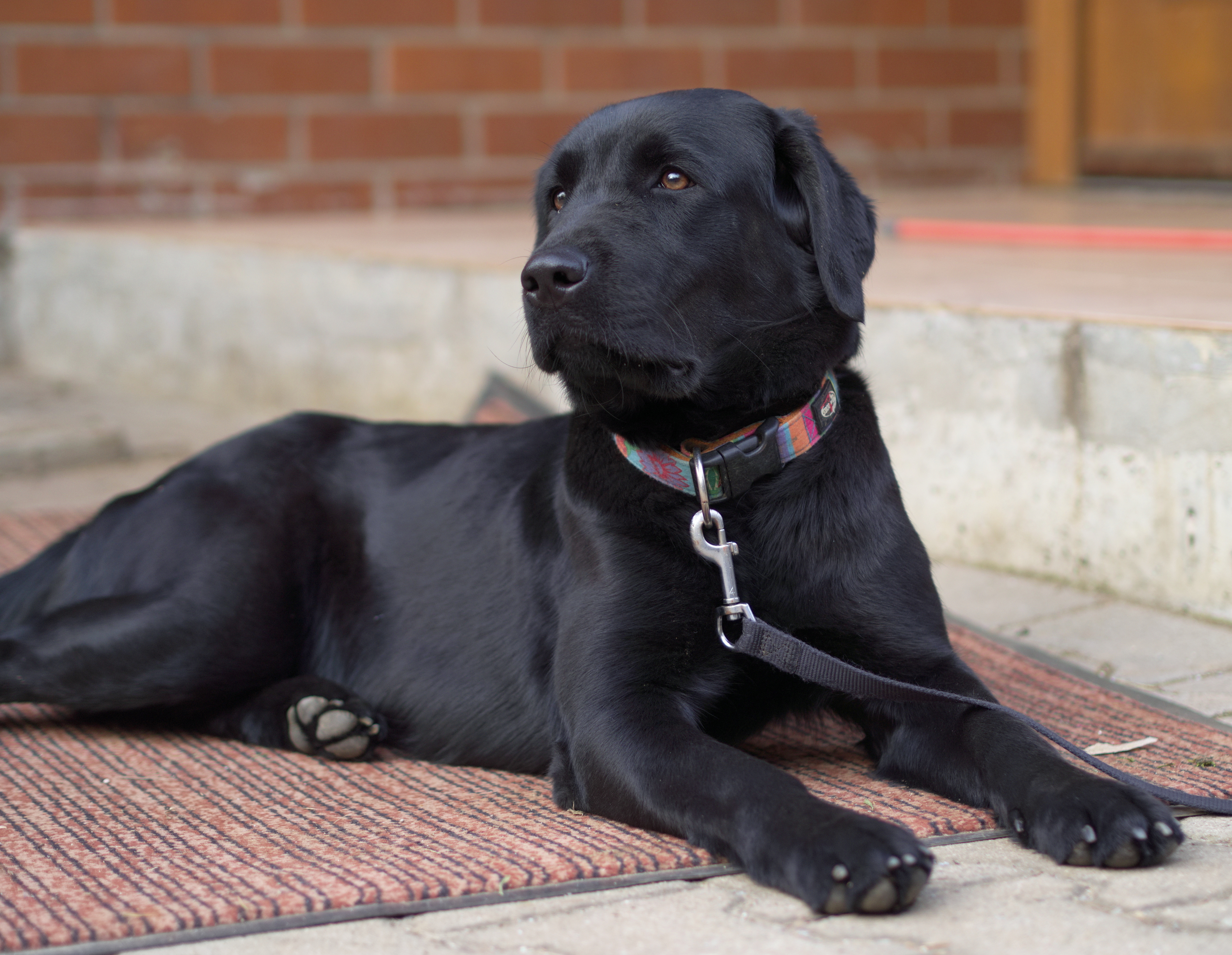
Robe noire.
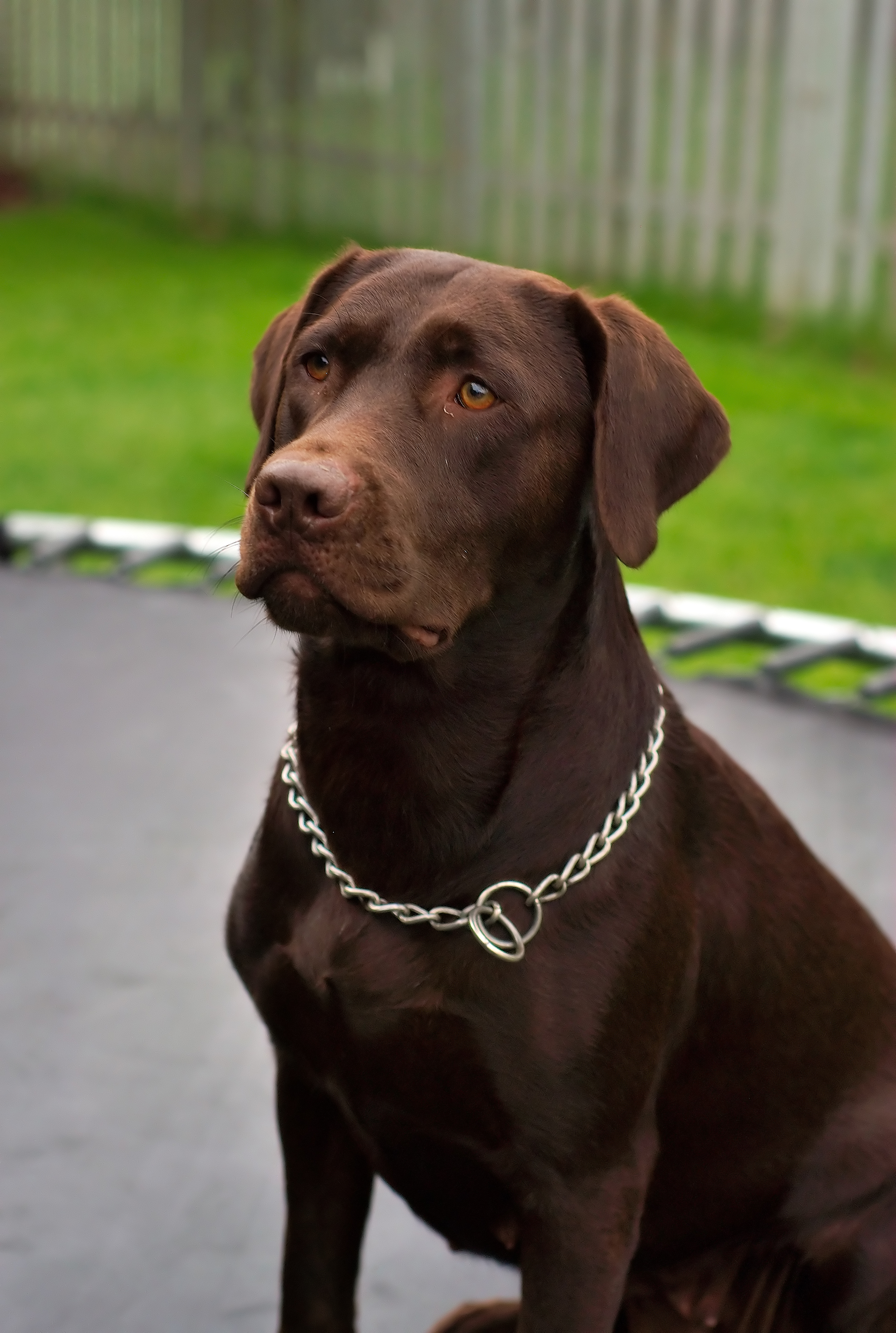
Robe marron ou chocolat.
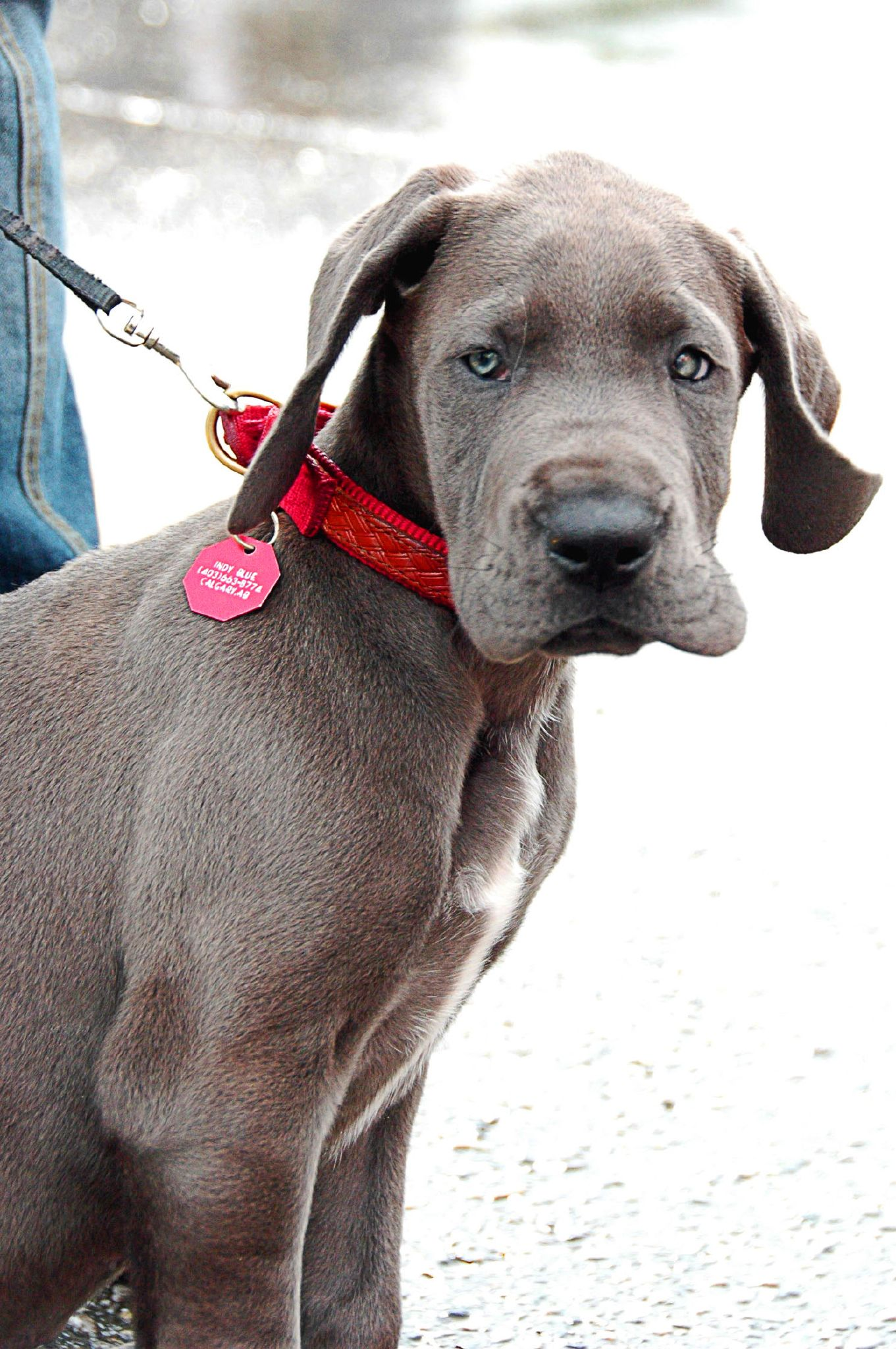
Robe bleue.
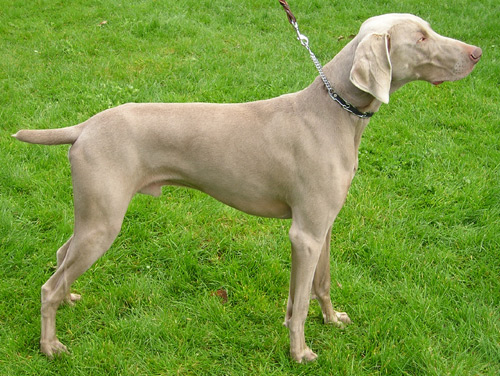
Robe beige.
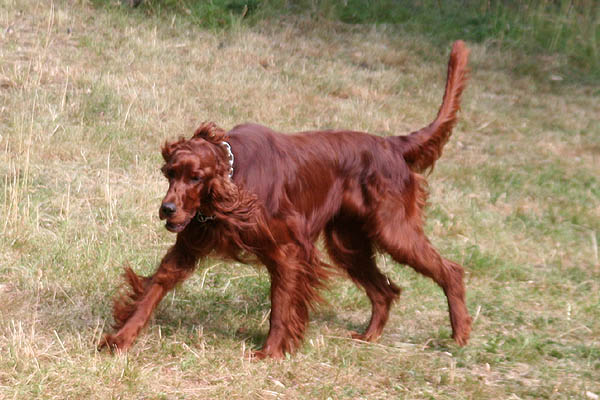
Robe fauve.
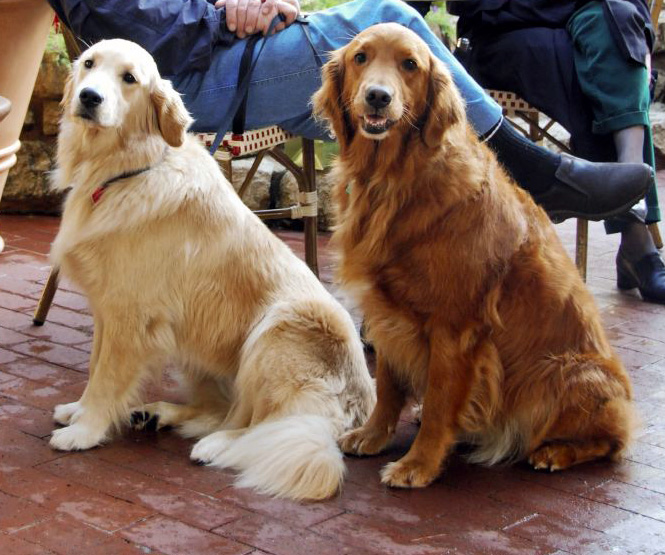
Nuances de sable ou fauve.
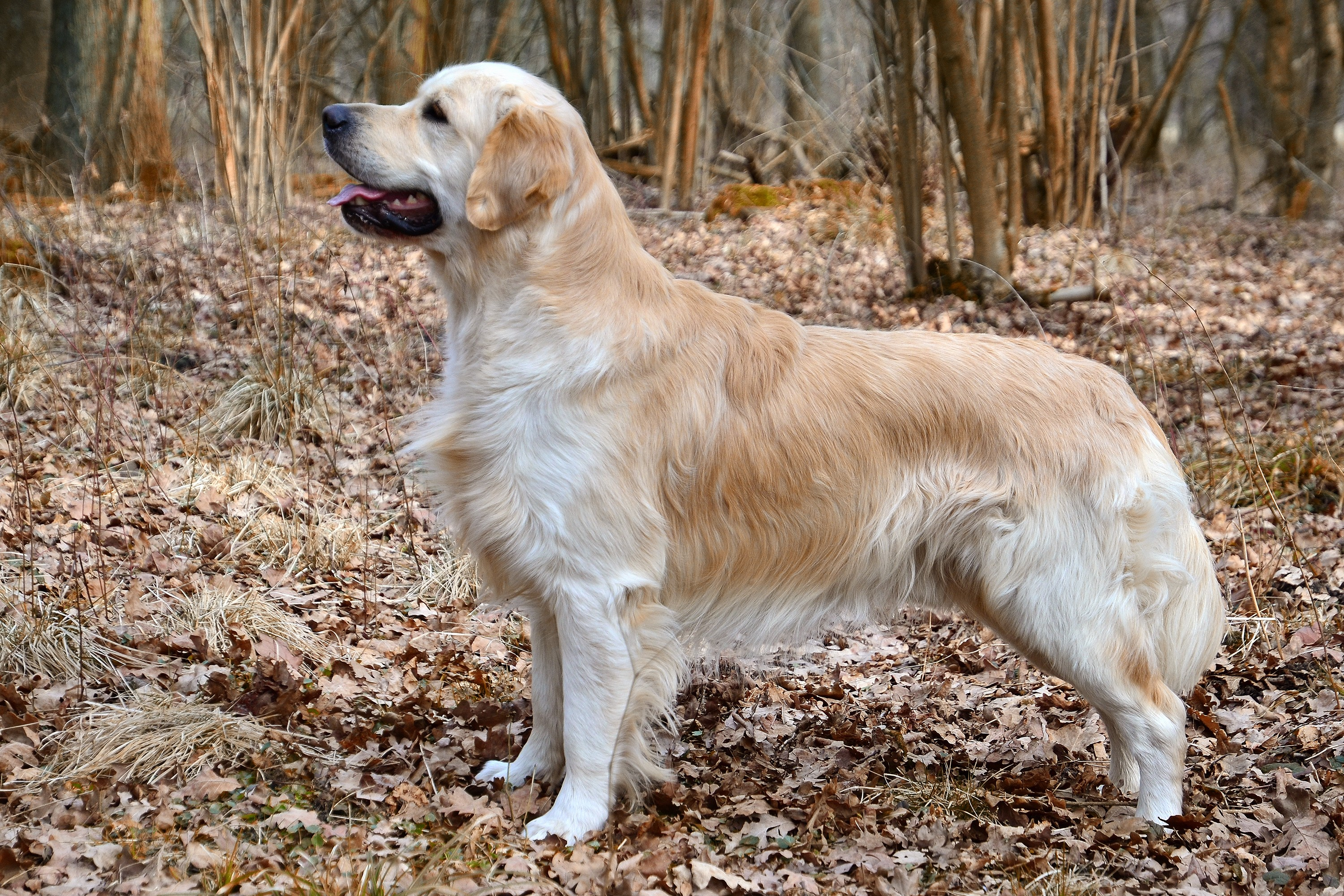
Robe fauve claire.
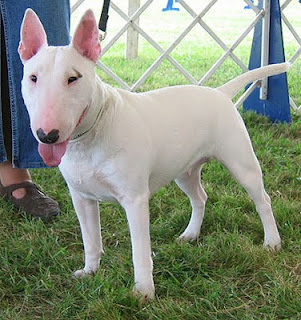
Robe blanche.

#### Robes composées
Elles contiennent les pigments sombre et clair, et la robe est totalement dénuée de blanc. Cinq types composent cette catégorie:
- robes fauve (ou « sable » ) masqué ;
- robes fauve charbonné ;
- robes fauve bringé ;
- robes noir marqué de fauve ;
- robes fauve à manteau[1].

Robes composées
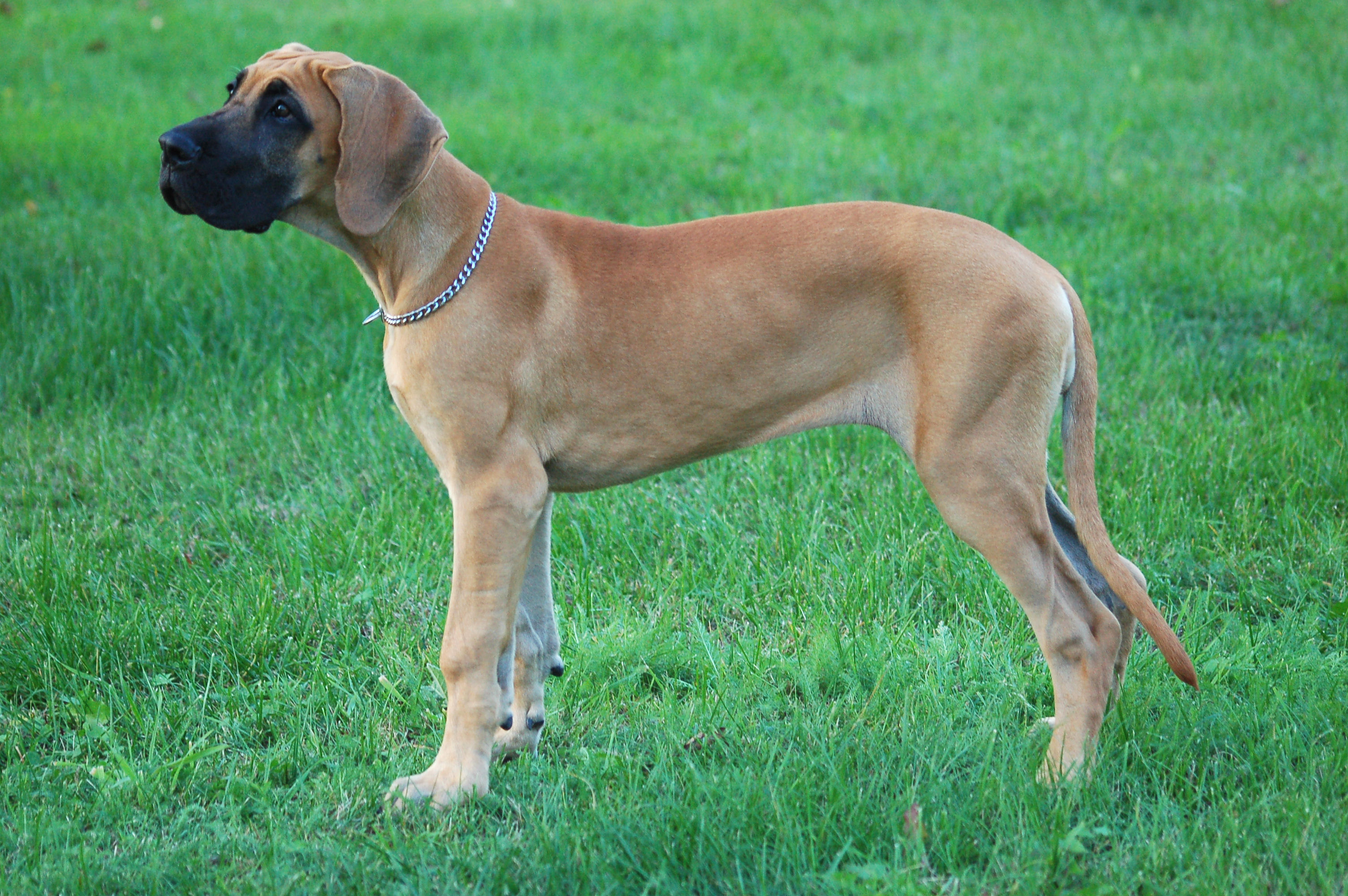
Robe fauve masqué.
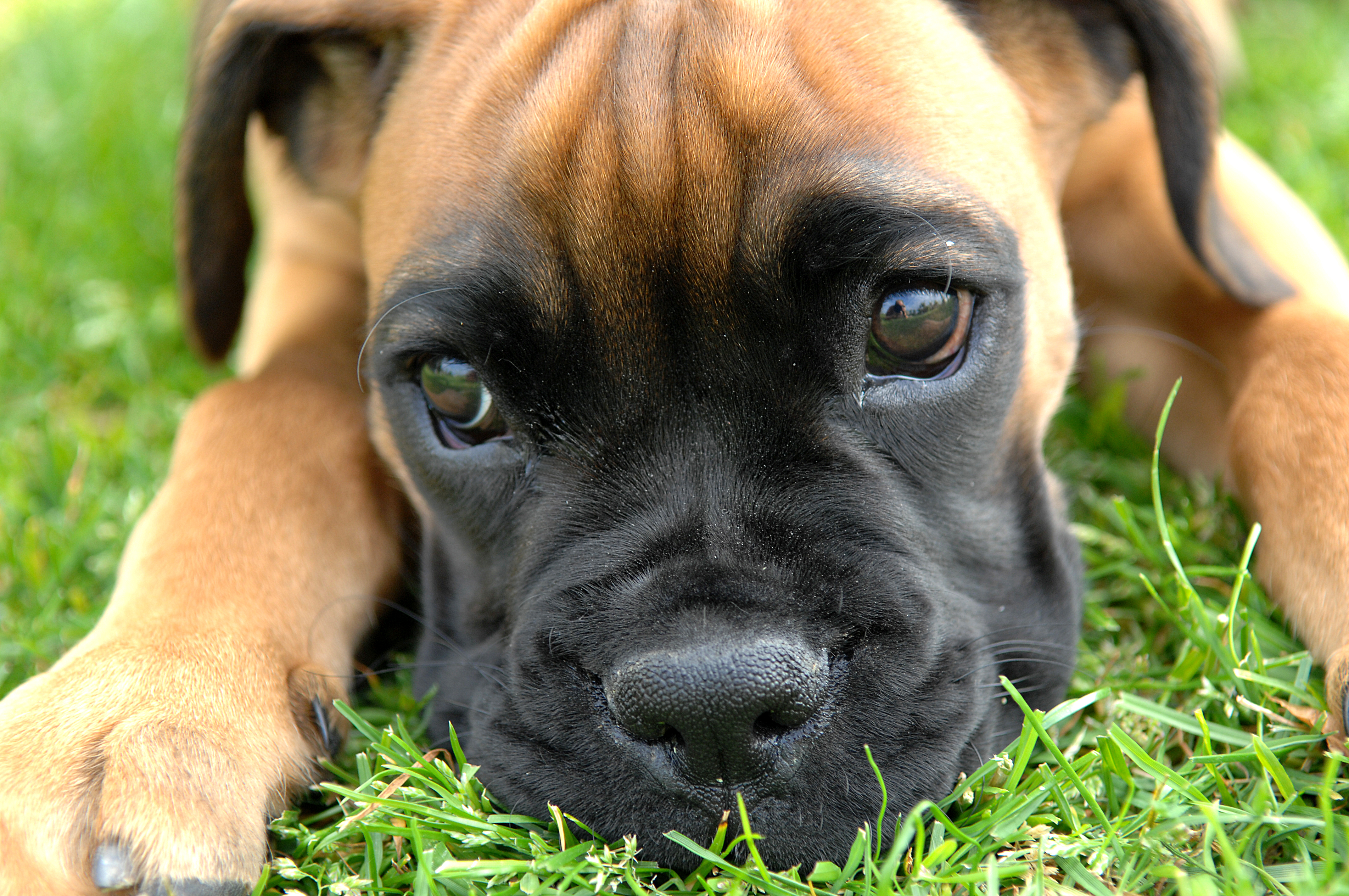
Robe fauve masqué.
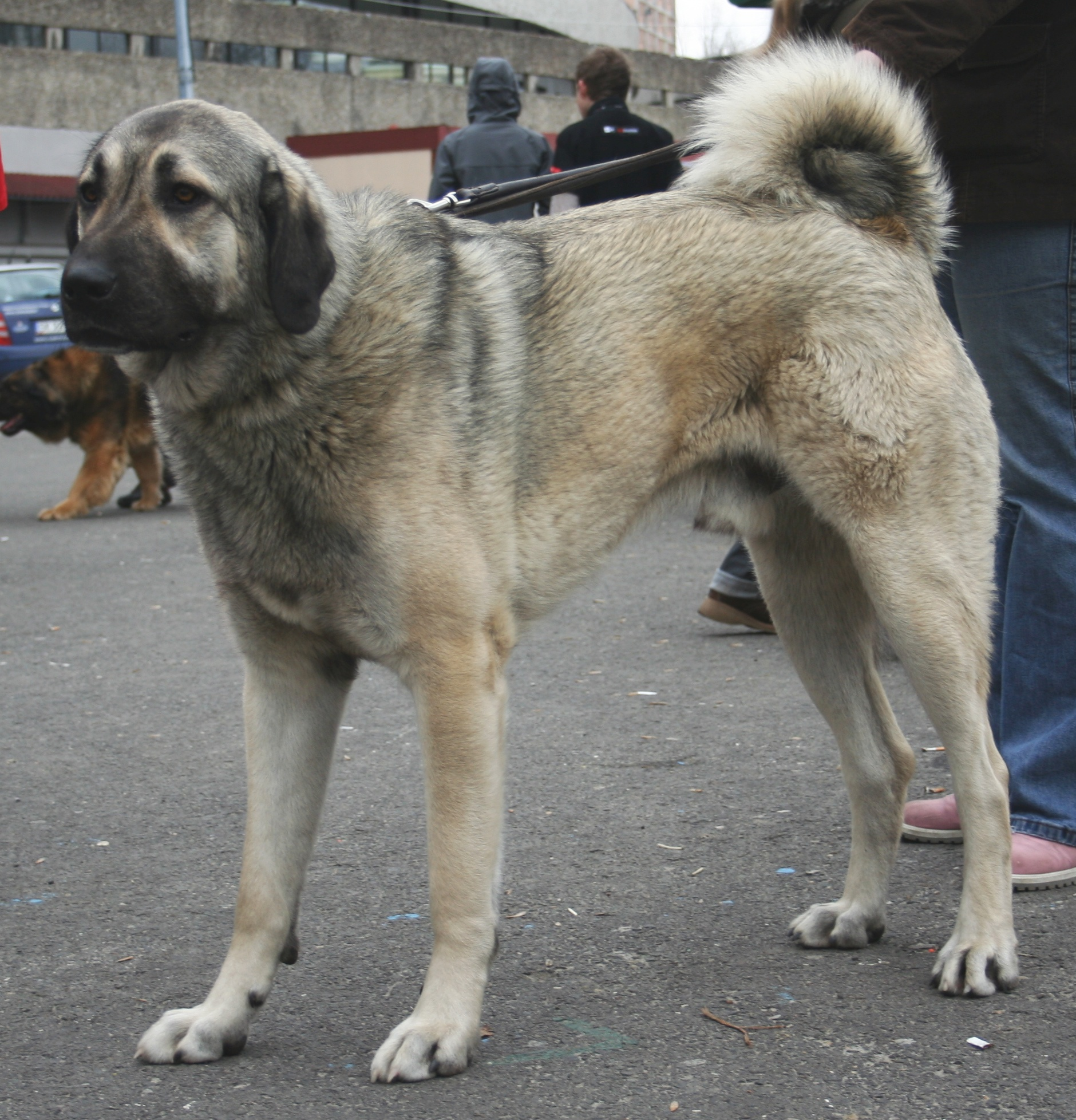
Robe fauve charbonné.
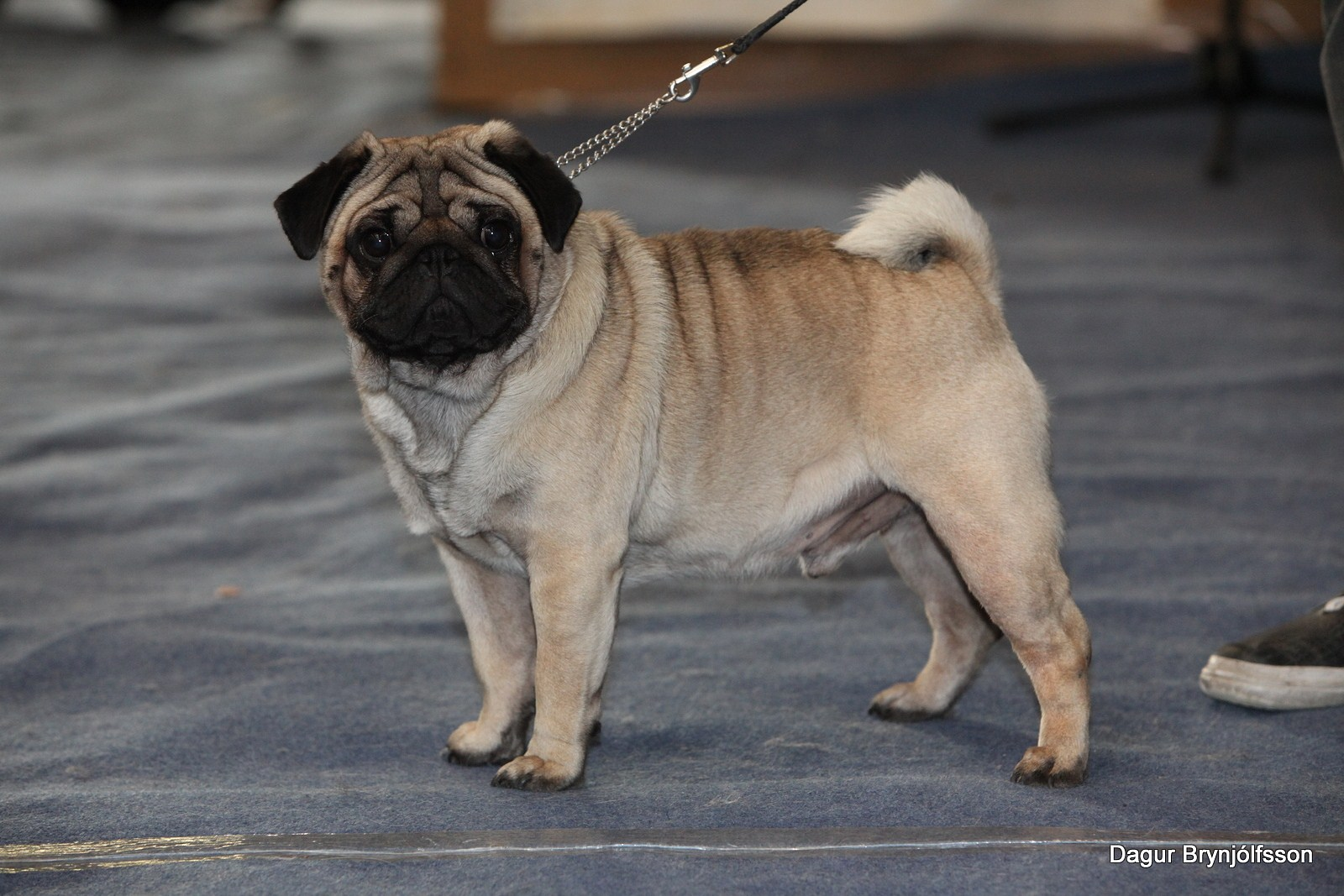
Robe fauve charbonné.
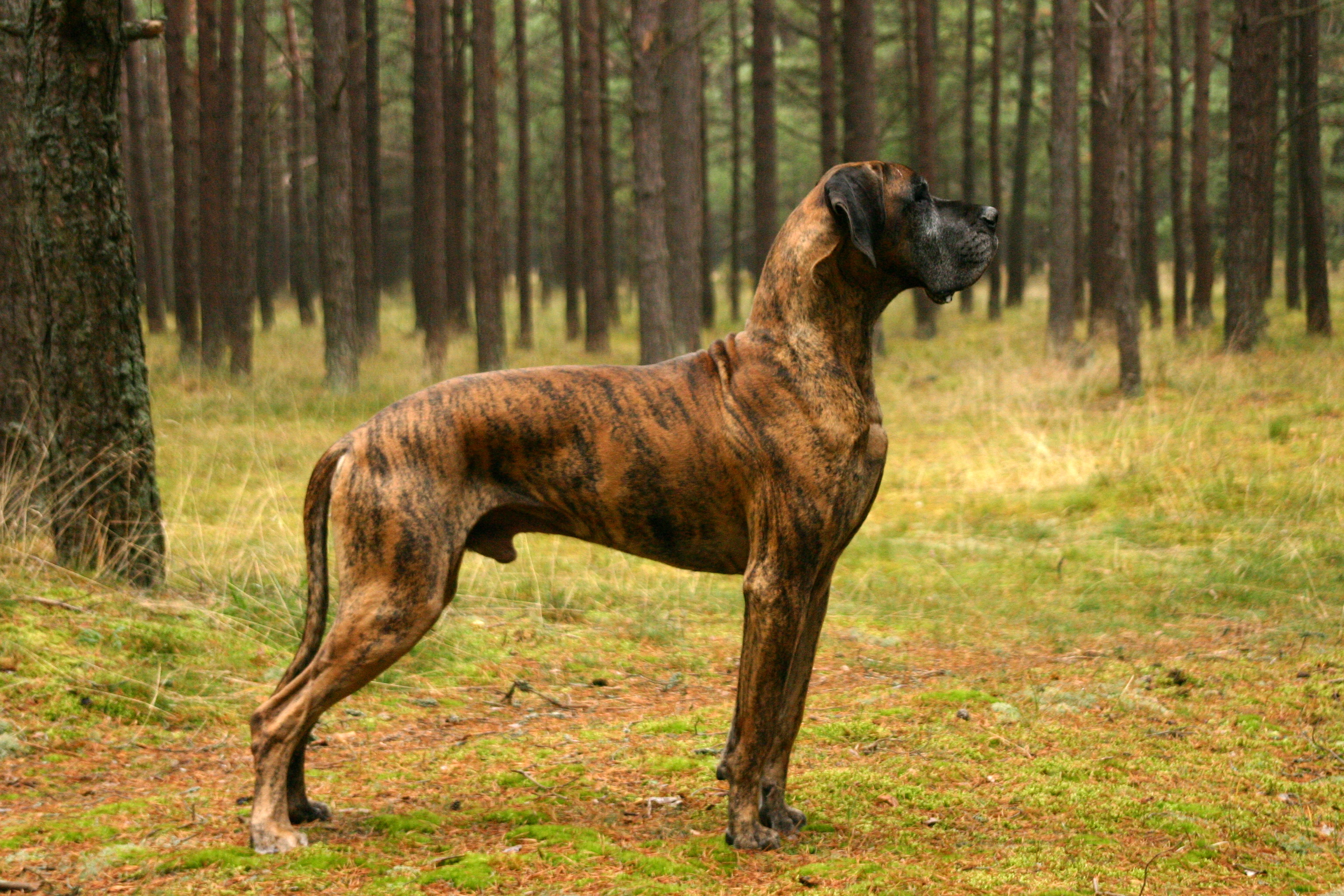
Robe fauve bringé.
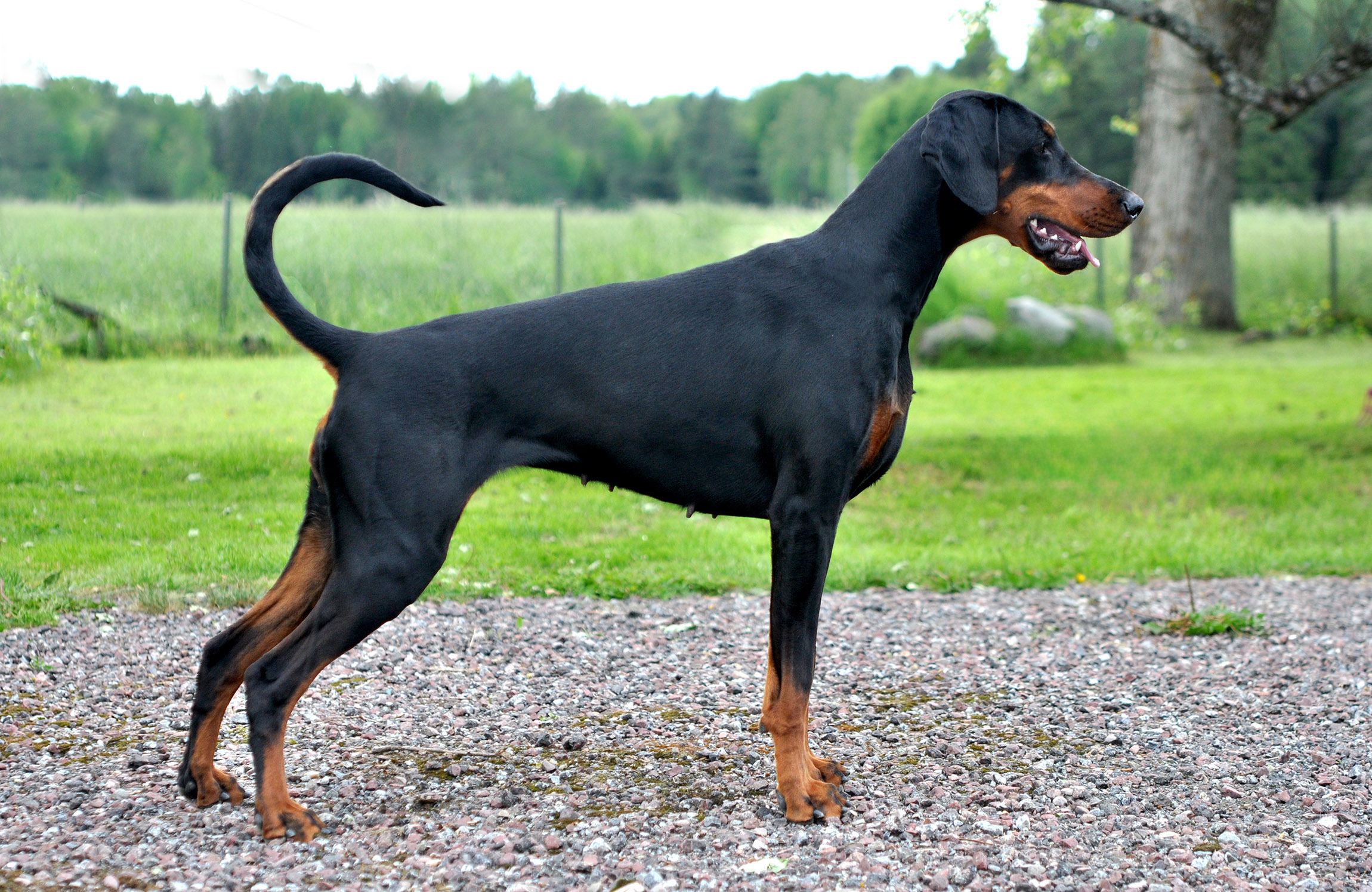
Robe noir marqué de fauve.
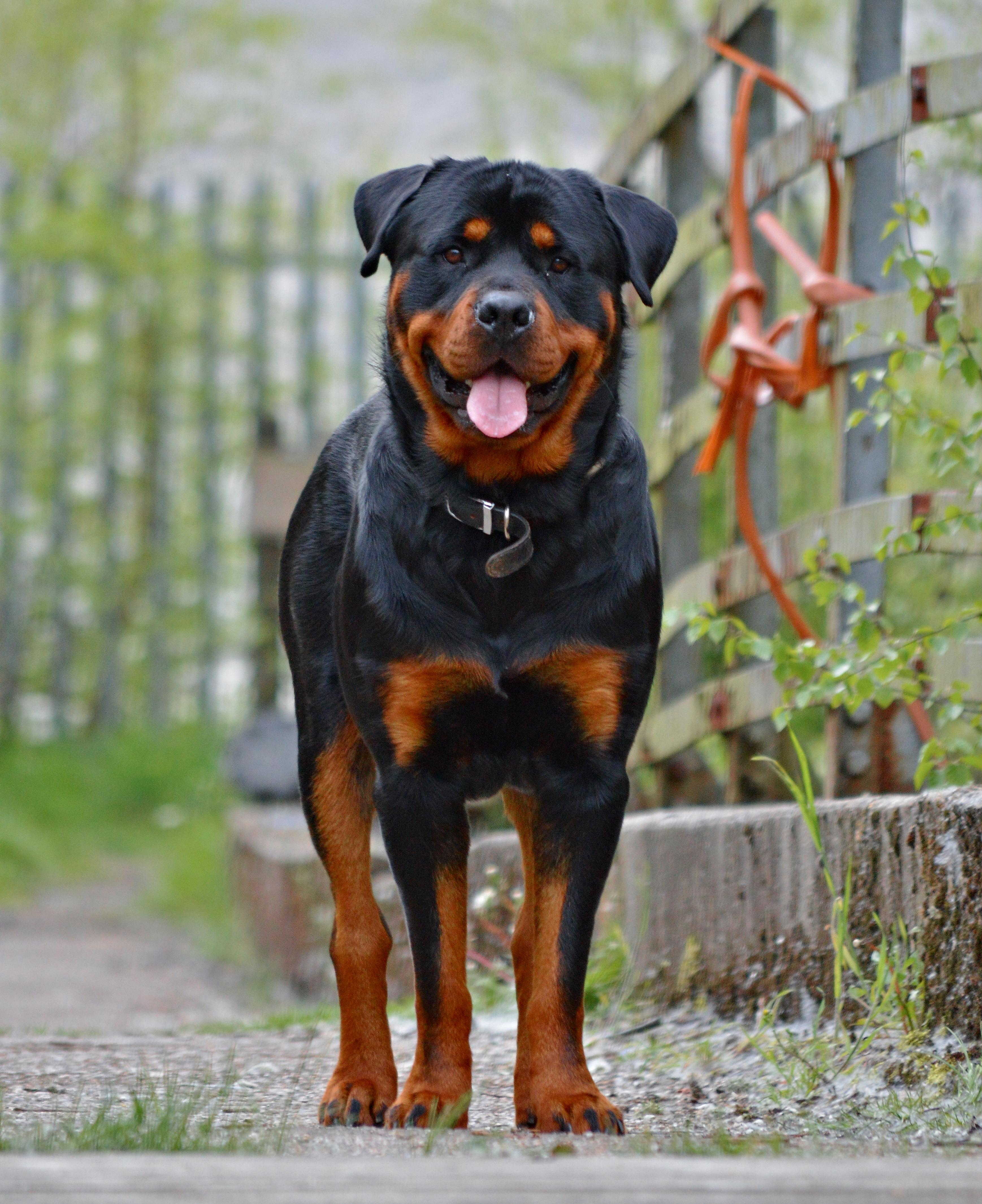
Robe noir marqué de fauve.
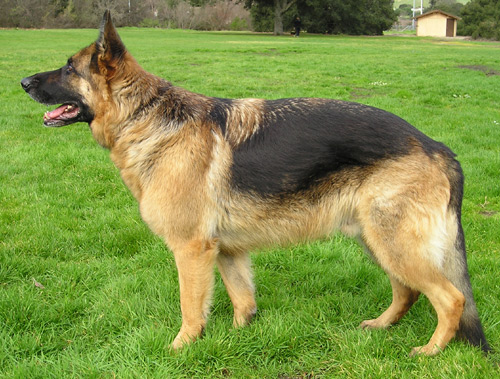
Robe fauve à manteau.

#### Robes modifiées
Il s'agit de robes simples ou composées qui ont subi des modifications de leur expression phénotypique. Elles se divisent en :
- robes grisonnées ;
- robes bigarrées ;
- robes panachées[1].

Robes modifiées
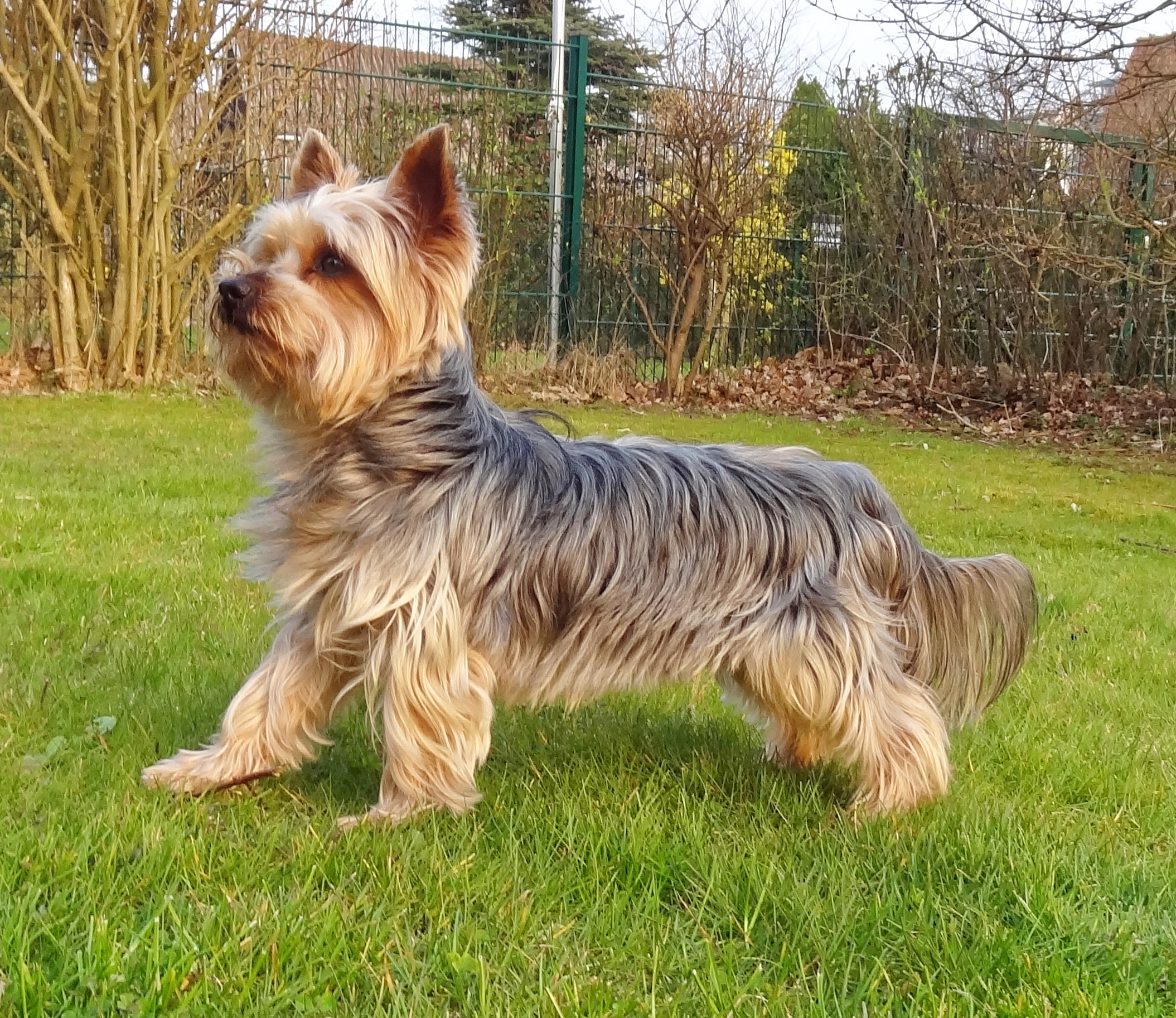
Robe grisonnée.
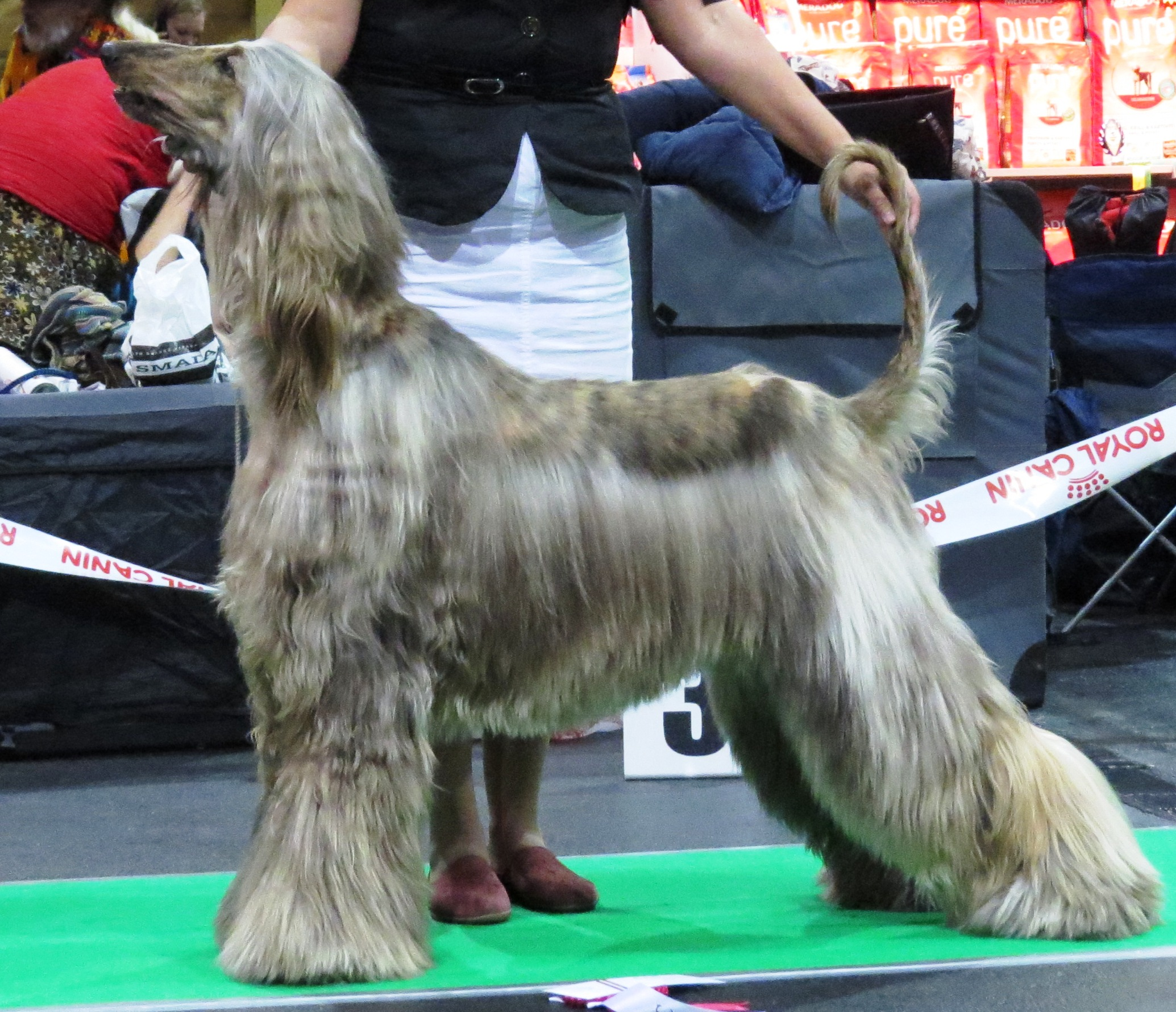
Robe grisonnée.
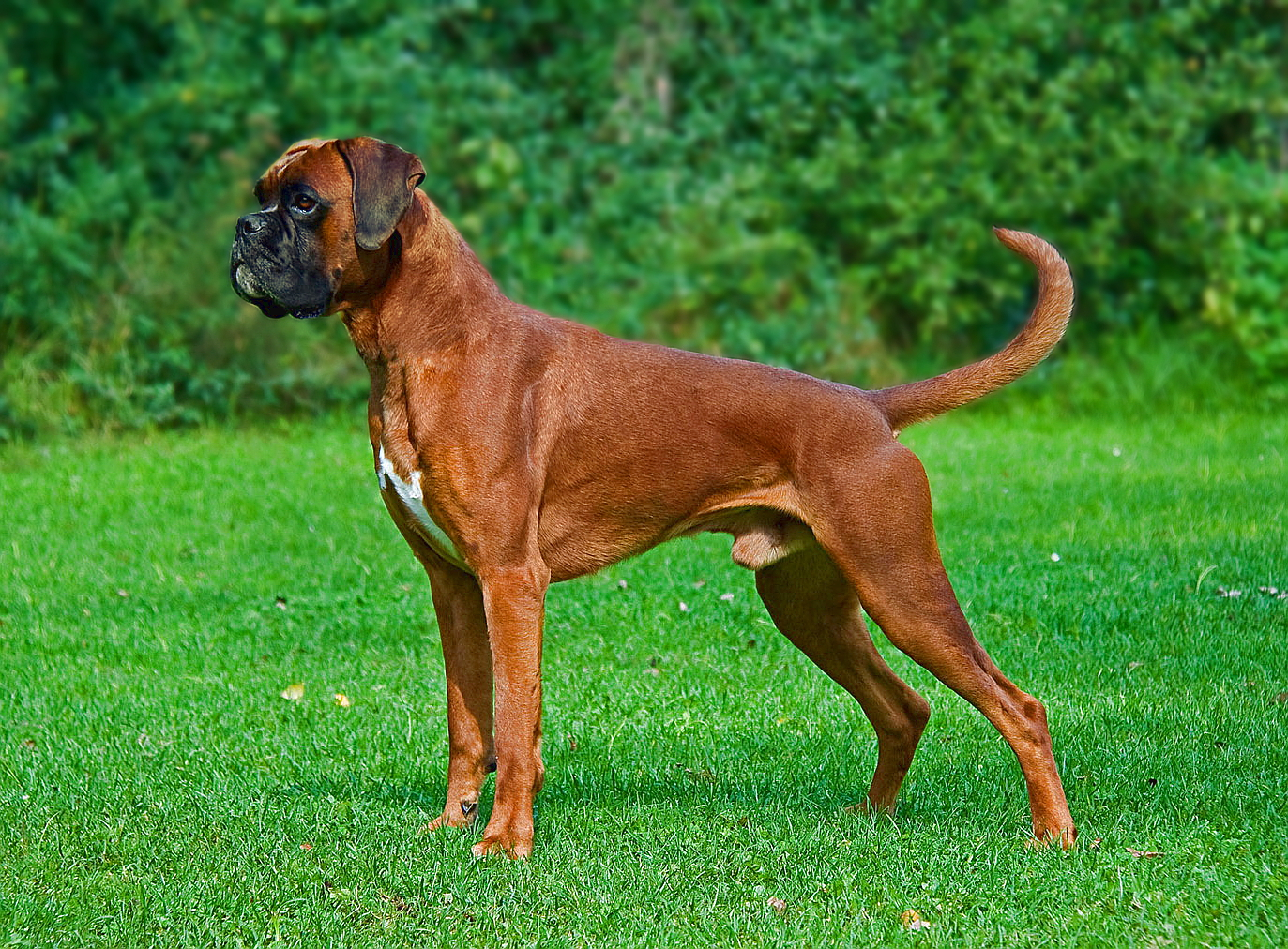
Robe panachée (fauve masqué panachée de blanc).
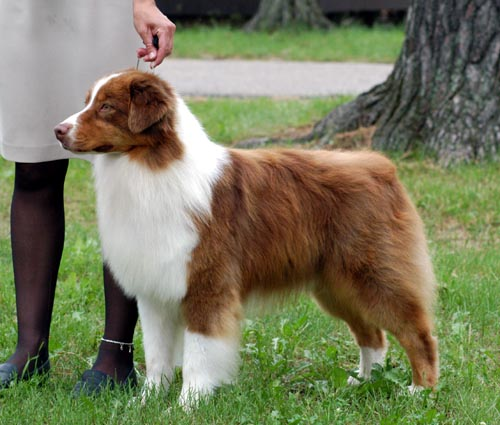
Robe panachée.
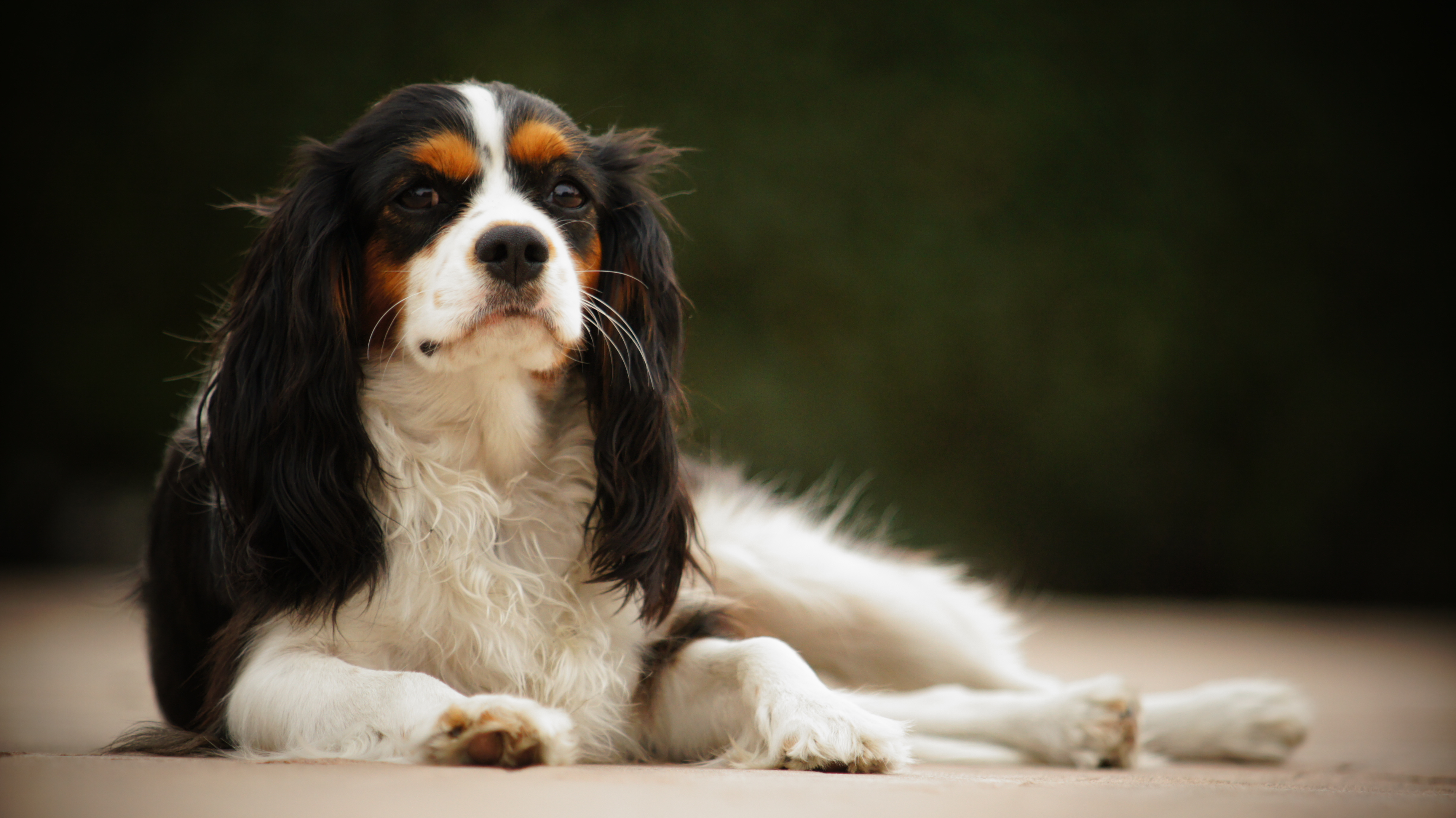
Robe panachée.
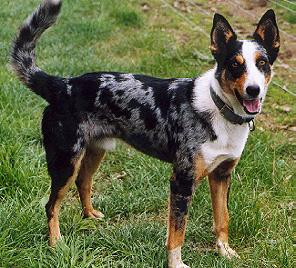
Robe bigarrée.
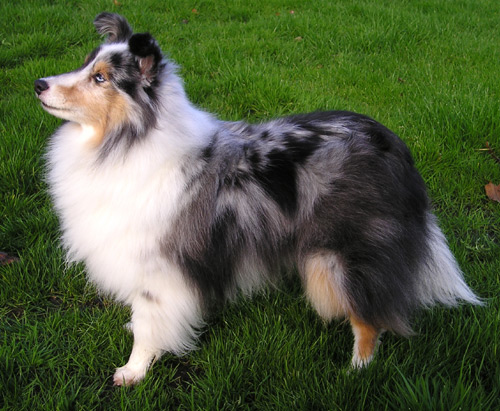
Robe bigarrée.
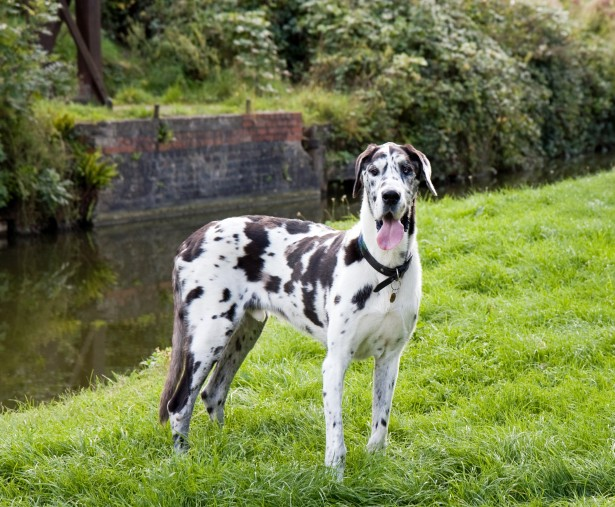
Robe bigarrée.

### Nomenclature traditionnelle

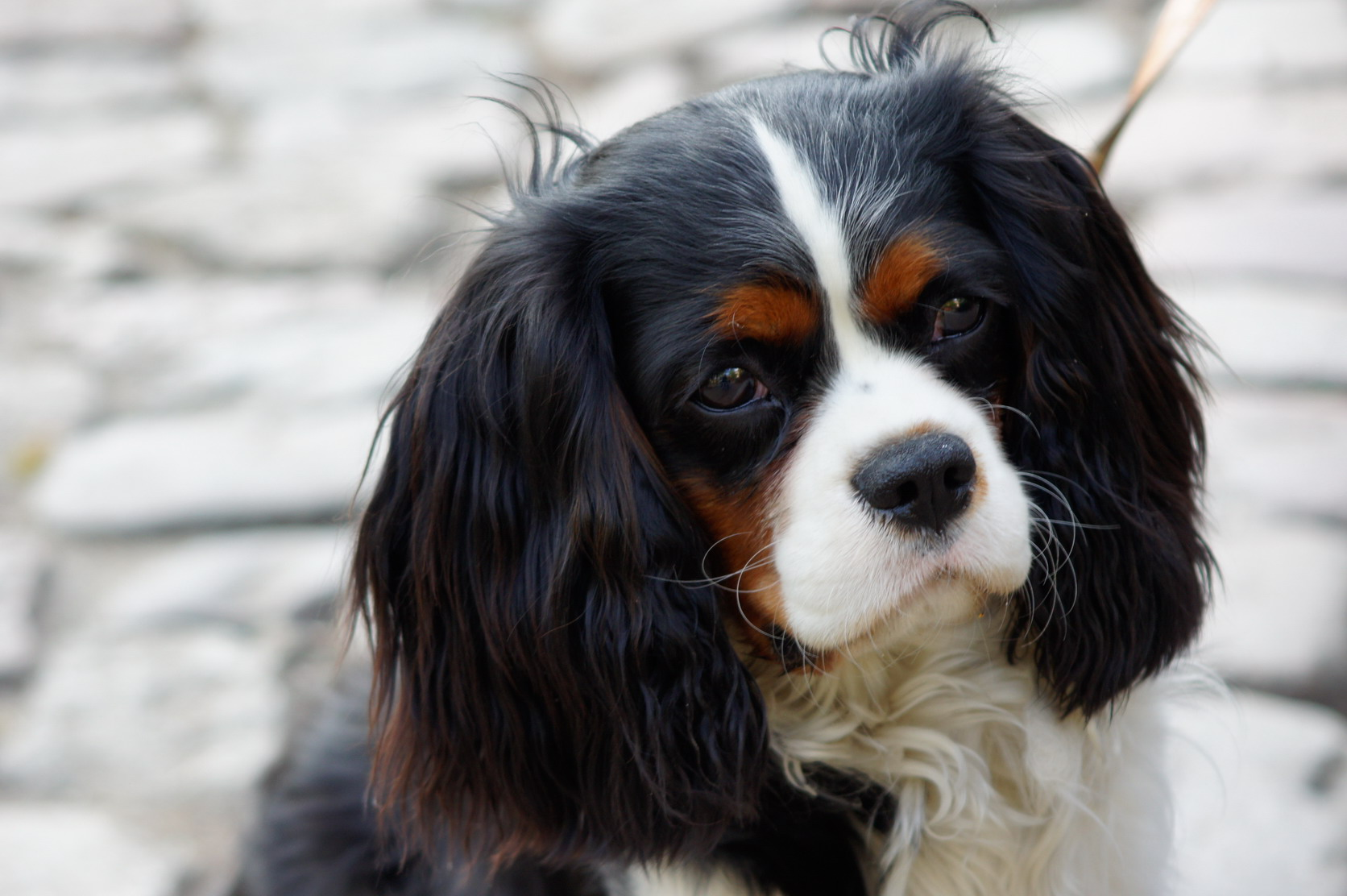
Cavalier King Charles Spaniel tricolore avec des amandes feu au-dessus des yeux.

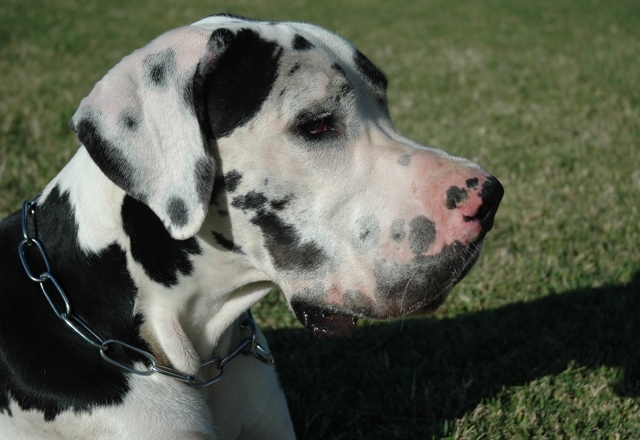
Dogue allemand arlequin.

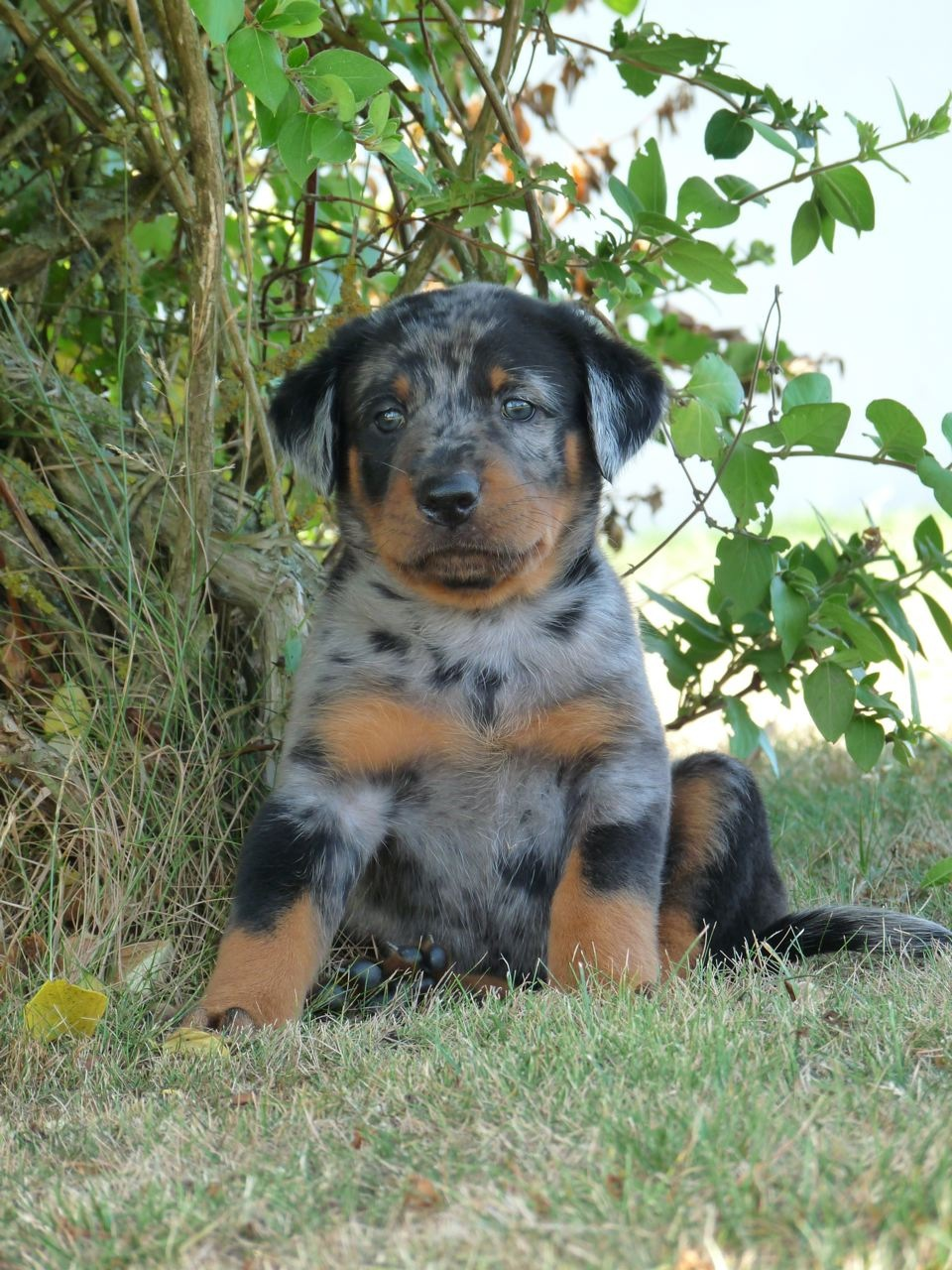
Chiot beauceron arlequin.

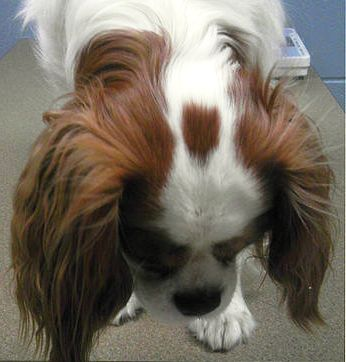
Tête de Cavalier King Charles Spaniel bleinheim surmontée d'un spot (ou pastille).

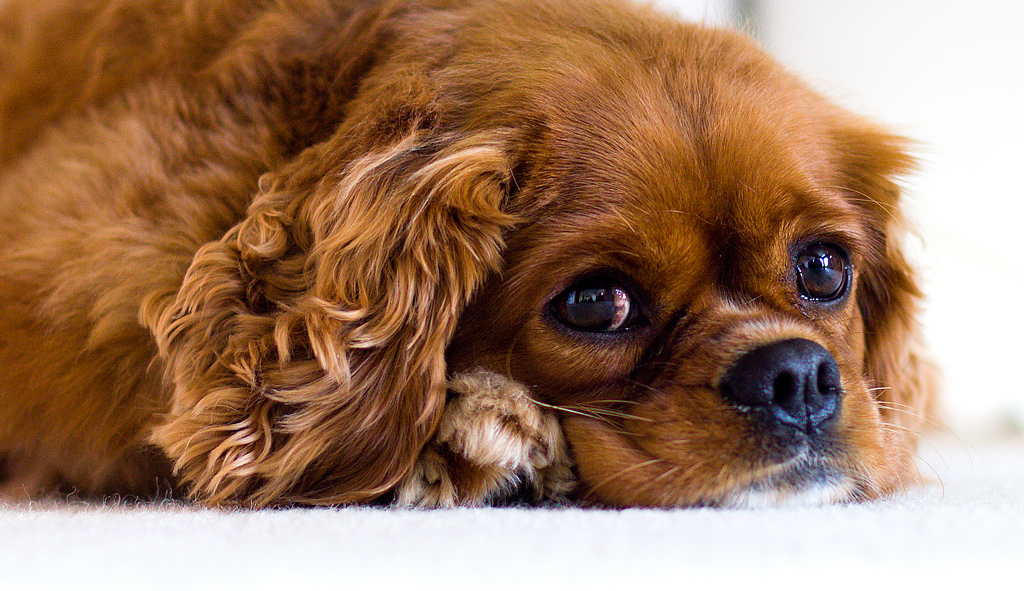
Cavalier King Charles Spaniel ruby.

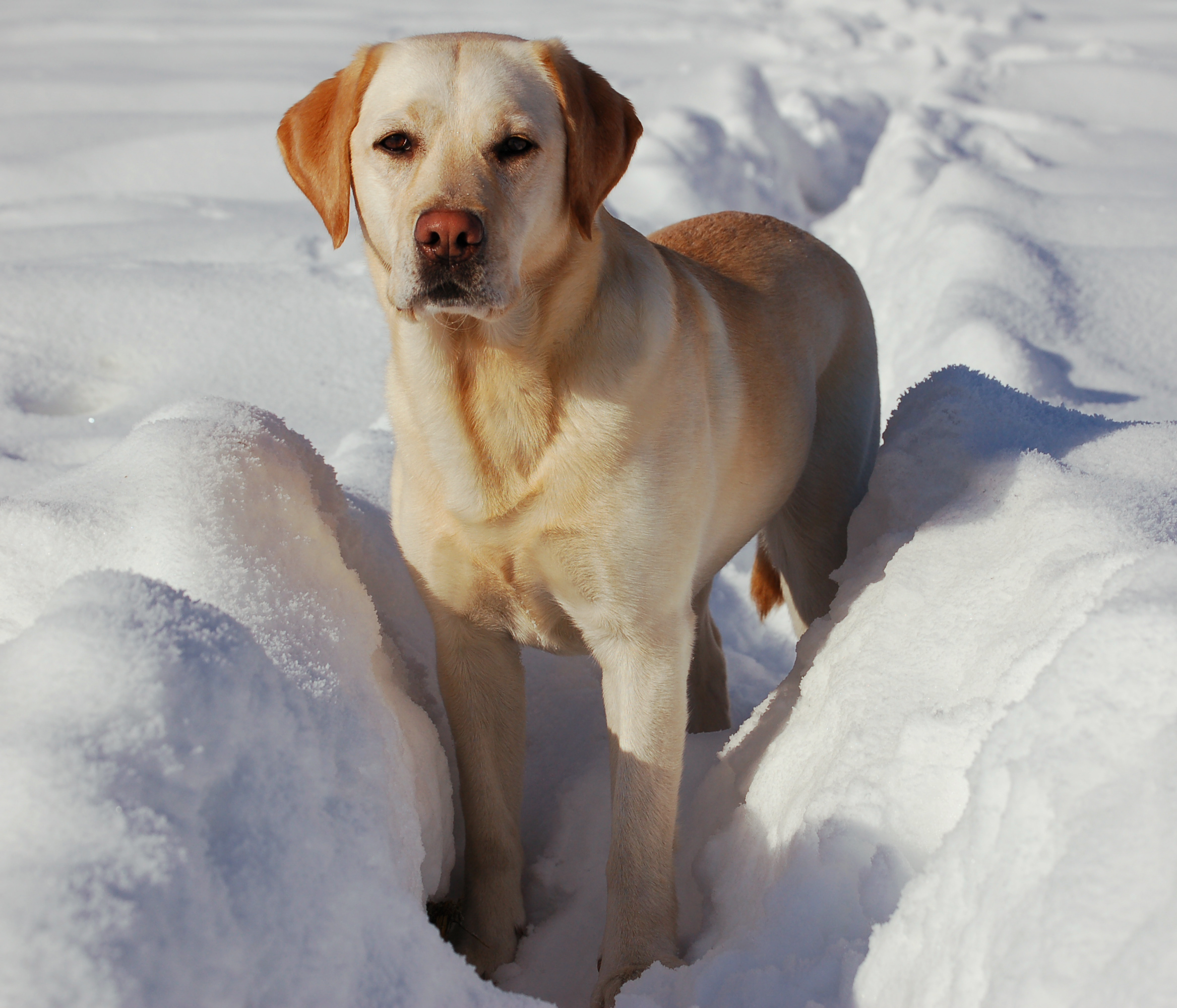
Labrador Retriever de robe sable.

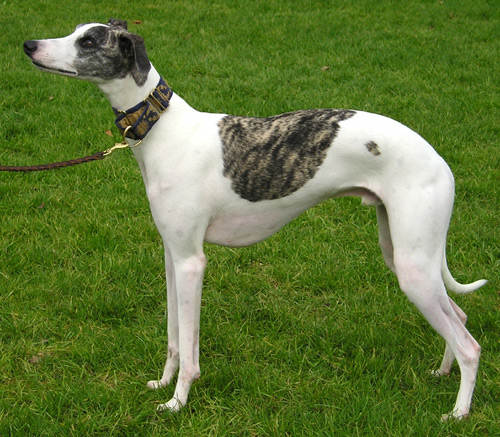
Whippet blanc avec une selle bringée grise.

Pour une même couleur de poils, la nomenclature traditionnelle peut différer en fonction des races. Par exemple, alors que cela correspond à une même couleur, un Labrador retriever pourra être qualifié de « sable » tandis qu'un Golden retriever sera qualifié de « blanc-crème » et un Irish wolfhound de « froment ». De même, un chien arlequin n'aura pas la même couleur selon qu'il soit Dogue allemand (blanc avec des taches noires), Beauceron (bleu bigarré marqué de fauve : noir et feu, avec des étendues grises et noires) ou Berger australien (bleu merle).
La nomenclature traditionnelle est couramment utilisée par les clubs de race.
AmandeMarque fauve (feu) au-dessus des yeux des chiens noir et feu ou tricolore.
ArlequinRobe bigarrée due au gène « merle » présent chez certaines races et présentant des taches déchiquetées ou « éclaboussées » sur fond gris ou bleu. Mais c’est aussi, le nom utilisé pour le blanc bigarré de noir comme chez le Dogue Allemand arlequin. Toutefois, si pour le beauceron, par exemple, on parle de robe Arlequin, la robe d'un colley provenant du même gène sera qualifiée de bleu-merle.
AubèreEmprunté par analogie à l'hippologie et à la robe aubère du cheval, il s'agit d'une robe résultant d'un mélange uniforme de poils blancs et de poils rouges ou fauves.
BeltonRobe blanche parsemée de fines taches (noir et blanc (blue belton), orange et blanc (orange belton), citron et blanc (lemon belton), marron et blanc (liver belton) ou tricolore, c'est-à-dire noir, blanc et feu ou marron, blanc et feu), mouchetées ou truitées.
BicoloreSe dit d'une robe de deux couleurs distinctes.
BigarréeRobe présentant des taches déchiquetées d'un pigment non dilué sur un fond clair constitué par la dilution du même pigment. Exemple : robe blanche bigarrée avec des taches noires.
BlancheSe dit d'une robe caractérisée par l'absence de tout pigment.
BlenheimQualifie la robe d'un animal domestique (chien ou autre), caractérisée par une tache rousse au milieu du blanc du crâne ou une robe blanche et rousse.
Bleuvoir «  merle ».
BringéeRobe comportant des rayures sombres plus ou moins verticales (bringeures) sur un fond uni.
CailleRobe à fond blanc portant des taches bringées (Bouledogue français).
CerfRouge cerf : robe fauve tirant sur le rouge ou le roux.
CharbonnéeRobe au fond plus ou moins clair (fauve, sable) ombrée de noir de marron ou de bleu.
ChâtainFauve rouge ou fauve orangé.
ChevreuilFauve charbonné.
ChocolatBrun rouge foncé. Une robe chocolat ou foie est marron.
CitronJaune clair, fauve clair.
DélavéeSe dit d'une couleur très atténuée comme si elle était très diluée.
ÉtoileMarque blanche en tête ou sur le poitrail, aux contours plus ou moins irréguliers.
FauveCouleur jaune (du jaune au rouge). Les marques dites « feu » sont fauves. Le fauve dilué donne la couleur sable.
FeuSe dit des marques fauves ou sable des chiens noir et feu.
FlammeBande blanche étroite, effilée, apparaissant parfois sur la tête.
FoieCouleur marron.
IsabelleFauve très pâle, sable.
LadreLe ladre est une zone de la peau totalement dépourvue de pigment, ce qui donne une tache entièrement rose (exemple : le dessus du chanfrein des Dogues Argentins). Cette particularité n'a rien à voir avec la dépigmentation mais avec les muqueuses. La dépigmentation, elle, est généralement présente sur la truffe (dans certaines races elle s'appelle alors « Truffe des neiges ») et la couleur tire sur le marron dilué.
LilasRésultat de la dilution du marron, variante du beige.
ListeBande blanche située sur le chanfrein et qui se prolonge souvent en tête.
LouvetPoil fauve charbonné ou sable charbonné.
ManteauCouleur foncée du pelage du dos différente de la couleur du reste du corps.
MarqueTache blanche ou d'autres couleurs.
MarronLa couleur chocolat ou foie est marron. Le beige ou souris est obtenu par dilution de la couleur marron.
MasqueColoration sombre de la face.
MerleRobe comportant des taches sombres, irrégulières, sur un fond plus clair, souvent gris. Les chiens français portant cette robe sont dits « arlequins », les chiens britanniques sont « bleu merle ».
MouchetéeSe dit d'une robe panachée qui présente des mouchetures (petites taches foncées sur un fond blanc).
Noir et feuRobe noire marquée de fauve ou de sable (Black and Tan).
NuanceDegré d'intensité que peut avoir une couleur.

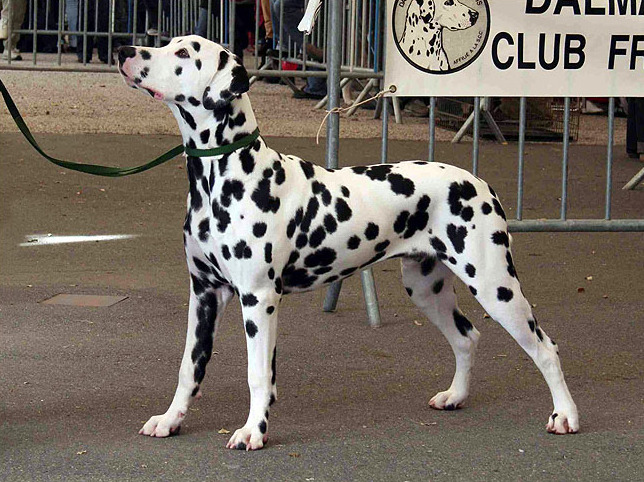
Les taches « nummulaires » d'un Dalmatien.

NummulaireQui a la forme d'une pièce de monnaie, en parlant des taches de la robe du Dalmatien.
OmbréeRobe claire portant des parties sombres.
PanachéeRobe caractérisée par la présence de plages blanches sur un fond unicolore.
PanachureEnsemble des plages blanches qui envahissent à partir des extrémités une robe colorée. C'est le blanc qui envahit le fond coloré.
ParseméeRobe blanche où apparaissent quelques poils de couleur. Robe colorée où apparaissent quelques poils blancs.
ParticoloreRobe dont les couleurs (deux ou plus) sont bien distinctes.
Pastille ou spotTache arrondie de couleur châtain située sur la tête du King Charles et du Cavalier King Charles.
PieRobe qui présente un mélange par plaques du blanc et d'une autre couleur. Exemple : pie-noir (le blanc domine) ; noir-pie (le noir domine).
PlageZone délimitée du corps, colorée ou blanche.
PlaqueTache de couleur couvrant une surface importante sur un fond blanc.
PluricoloreRobe de plusieurs couleurs. Juxtaposition de taches ou de plages colorées.
PuceBrun foncé, marron.
QuatrœilléChien qui porte des marques feu (fauves) au-dessus des yeux, donnant l'impression qu'il a quatre yeux (Berger de Beauce). C'est le patron typique du chien noir et feu.
RouannéeRobe dont les plages blanches présentent un mélange intime de poils blancs et de poils fauves, et également un mélange de trois couleurs (blanc, rouge, noir ou marron).
RougeNuance extrême de la gamme du fauve (du jaune au rouge).
RouxCouleur entre le jaune et le rouge, dans la gamme du fauve.
RubicanIndique la présence de poils blancs parsemés dans une robe qui n'en compte pas (Griffon Khortals).
RubisRouge intense (Ruby).
SableJaune très clair, résultat de la dilution du fauve.
SelleManteau de dimensions réduites.
SésameMélange à égalité de poils blancs et noirs.
Sésame noirPlus de poils noirs que de blancs.
Sésame rougeFond de la robe rouge, mélangé avec du poil noir
TacheToute surface d'une autre couleur que celle du fond de la robe. La tache peut donc être blanche ou colorée. On distingue par ordre de taille : la petite tache (moucheture), la grande tache (plage) et la plus grande (plaque). S'il y a juxtaposition de taches colorées, on parle de robes pluricolores.
TachetéeRobe portant de petites taches, comprenant la robe mouchetée et la robe truitée.
TiquetéePoil mélangé portant de petites mouchetures ou truitures.
TruiturePetite tache claire (fauve) sur un fond blanc.
UrajiroPoil blanchâtre sur les faces latérales du museau et sur les joues, sous la mâchoire, sur la gorge, le poitrail et le ventre, sur la face inférieure de la queue et à la face interne des membres
ZainRobe uniformément colorée, sans tache blanche, sans poils blancs.